# Pszczoły samotnice

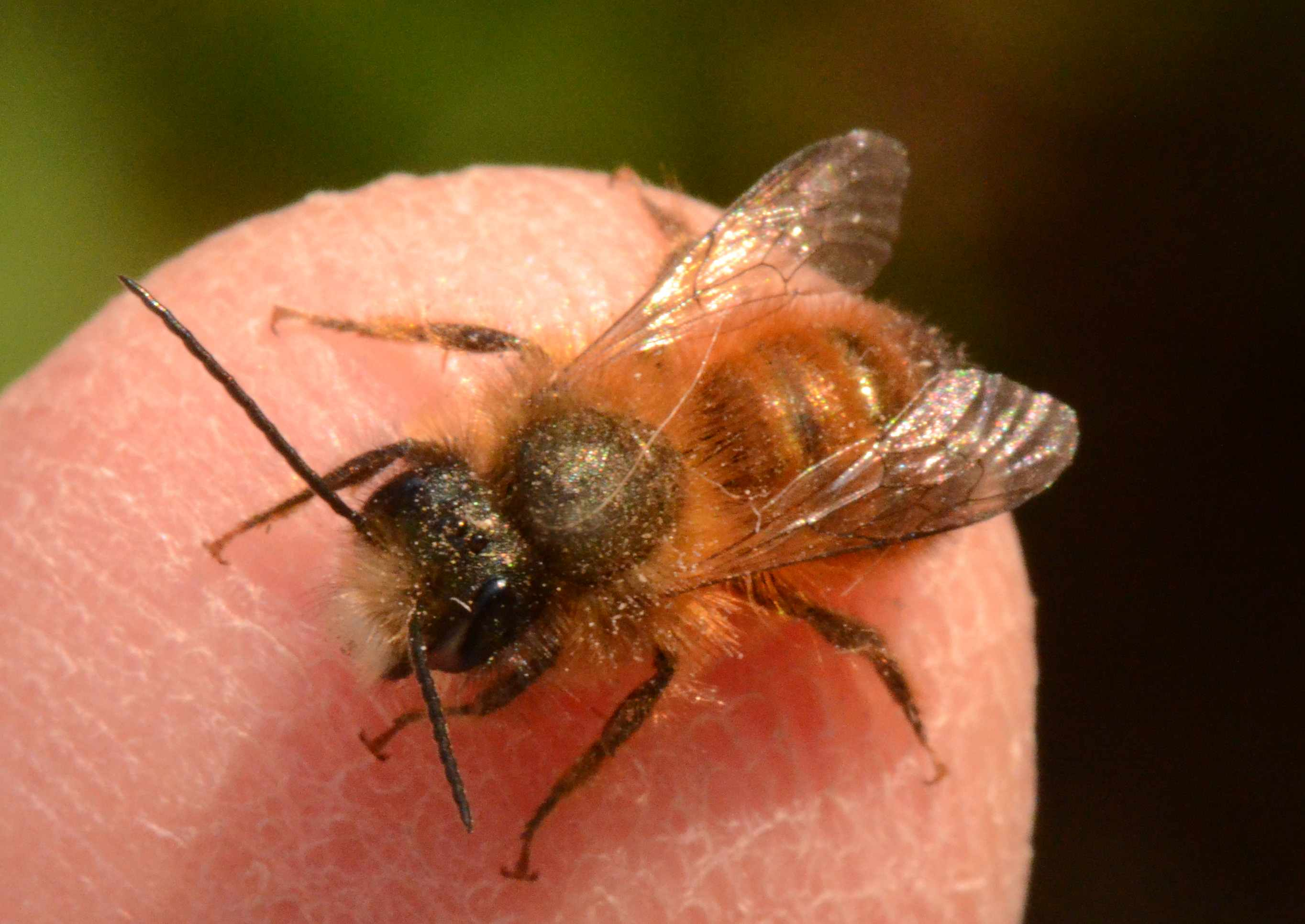
Samiec murarki ogrodowej na palcu człowieka. Samce wszystkich pszczół są pozbawione żądeł. Samice pszczół samotnych posiadają żądła, jednak nie atakują ludzi w obronie swoich gniazd jak pszczoły miodne

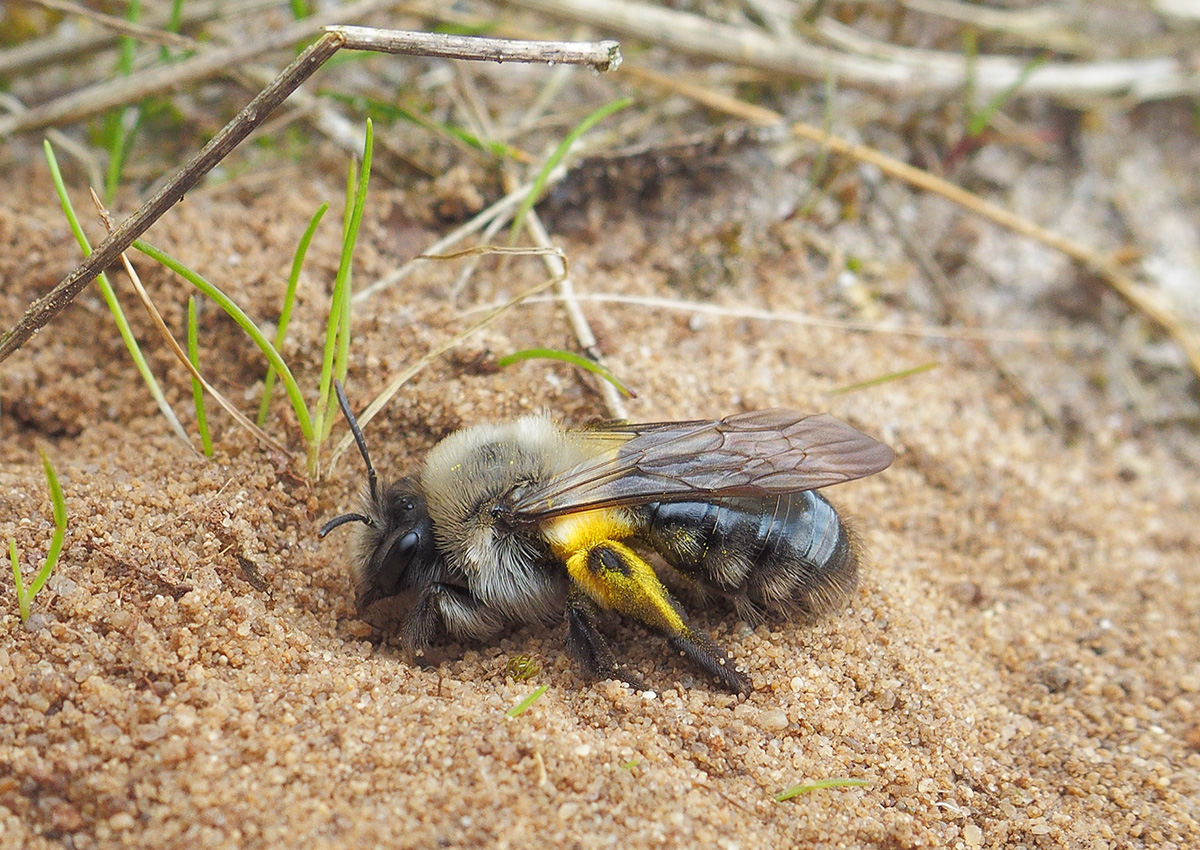
Pszczolinka napiaskowa (Andrena vaga) – samotna pszczoła gnieżdżąca się w ziemi

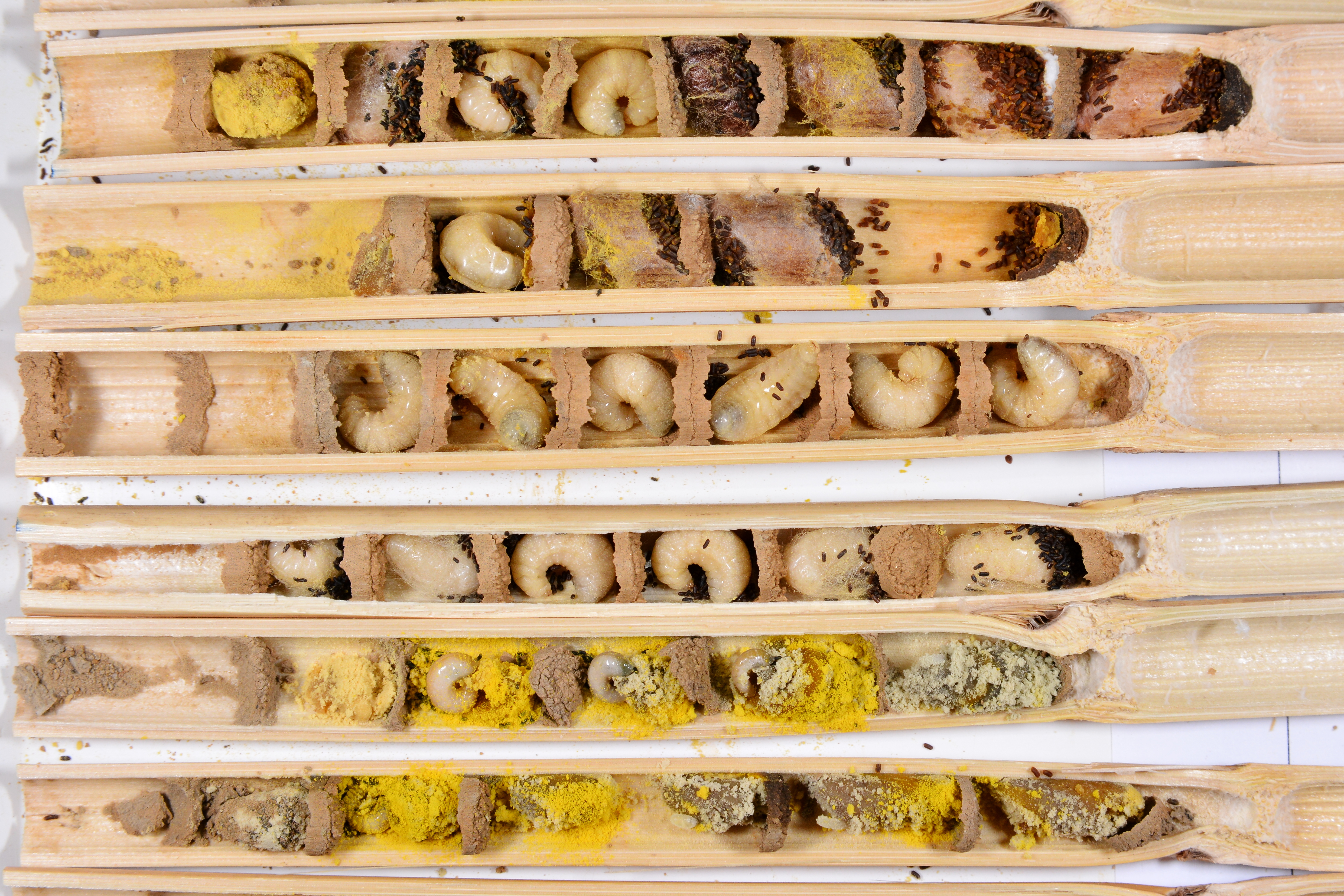
Gniazdo murarki ogrodowej (Osmia rufa) w sztucznej pomocy gniazdowej. Murarki nie kopią samodzielnie norek na gniazda, ale gnieżdżą się w znalezionych gotowych jamkach

Pszczoły samotnice, pszczoły samotne – grupa pszczół obejmująca gatunki, w których każda samica zakłada własne gniazdo (jedno bądź kilka) i sama opiekuje się własnym potomstwem bez pomocy innych samic (brak podziału kastowego na królową i robotnice). Do samotnic należy większość gatunków pszczół, przy czym podział na gatunki samotne i społeczne nie pokrywa się z podziałem systematycznym. W przeciwieństwie do pszczoły miodnej, samice zwykle nie atakują (nie żądlą) w obronie swoich gniazd.

## Przykłady pszczół samotnych
Przodek pszczół był gatunkiem samotnym, a społeczny tryb życia wyewoluował w tej grupie wielokrotnie niezależnie, dlatego podział według stopnia społeczności (oprócz gatunków ściśle samotnych i eusocjalnych, można wyróżnić również szereg stanów pośrednich) nie pokrywa się z podziałem systematycznym. Nawet w obrębie jednego rodzaju część gatunków może prowadzić samotny, a część społeczny tryb życia (np. Halictus).
Przykładowe taksony pszczół samotnic występujących w Polsce:
- murarka (Osmia)
- miesierka (Megachile)
- smuklik (Halictus) – część gatunków należących do rodzaju
- makatka (Anthidium)
- zadrzechnia (Xylocopa)[a][6]
- lepiarkowate (Colletidae)

## Rozród
U gatunków samotnych nie występuje współpraca między samicami w budowie gniazda i opiece nad potomstwem. Każda samica samodzielnie zakłada gniazdo i zaopatruje potomstwo w pokarm. Gniazdo zasadniczo składa się z komórek (ułożonych w przestrzeni w różny sposób zależnie od gatunku, np. liniowo bądź zgrupowane na końcu korytarza), w każdej z nich samica umieszcza porcję pyłku wymieszanego z nektarem i składa jedno jajo, po czym zamyka komórkę. Cały rozwój larwalny zachodzi wewnątrz komórki, opuszcza ją dopiero imago. Mimo że brak jest współpracy między samicami, pszczoły samotne chętnie zakładają gniazda w koloniach, często osiągających duże rozmiary. Samice gniazdujące w obrębie agregacji mogą wykazywać wobec siebie zachowania agresywne, jednak poziom konfliktów jest stosunkowo niski. Większość pszczół samotnych ma jedno pokolenie w roku, osobniki dorosłe latają stosunkowo krótko, a większość cyklu życiowego jest odbywana wewnątrz gniazda (pszczoły zimują zwykle jako larwy, rzadziej jako dorosłe osobniki w kokonach). Możliwe jest również rozwijanie się dwóch pokoleń w sezonie, wówczas tylko drugie zimuje.
Gatunki pszczół samotnych można podzielić ze względu na sposób budowy gniazda na gatunki samodzielnie kopiące sobie norki w ziemi, oraz gnieżdżące się w gotowych jamkach i szczelinach, często (choć nie wyłącznie) nad ziemią.

### Gatunki samodzielnie kopiące gniazda
Samice tych gatunków kopią gniazda w ziemi. Norka składa się z korytarza i odchodzących od niego komórek lęgowych. W zależności od gatunku architektura gniazda, głębokość pod ziemią, układ komórek może mieć różny wygląd. W sprzyjających warunkach pszczoły na niewielkiej powierzchni mogą stworzyć agregację gniazd, z wieloma gniazdami należącymi do różnych samic. Do pszczół gniazdujących w ziemi należą np. pszczolinki, lepiarki, niektóre miesierki. Niektóre gatunki wygryzają sobie gniazda w innych miejscach, np. w spróchniałym drewnie.

### Gatunki gniazdujące w gotowych norkach
Gatunki nie potrafiące wykopać sobie gniazda samodzielnie korzystają z różnych istniejących szczelin. Mogą to być opuszczone ziemne gniazda innych pszczół, ale częściej są to miejsca nad ziemią, takie jak puste łodygi roślin, korytarze wydrążone przez larwy chrząszczy drewnojadów, szczeliny w drewnie czy miejsca oferowane (świadomie bądź nie) przez człowieka, takie jak domki dla owadów lub szczeliny w murze. Do tak gniazdujących gatunków należą np. niektóre murarki, miesierki, makatki.